# Mark Robinson (calciatore)
Mark James Robinson (Manchester, 21 novembre 1968) è un ex calciatore inglese, di ruolo difensore.

## Caratteristiche tecniche
Era un terzino destro.

## Carriera
Esordisce tra i professionisti nella stagione 1985-1986, in cui gioca una partita in prima divisione con il West Bromwich, club in cui già aveva giocato nelle giovanili; l'anno seguente gioca invece 2 partite nel campionato di Second Division. Si trasferisce poi al Barnsley, con cui gioca ininterrottamente in seconda divisione per le successive 6 stagioni, con un bilancio totale di 137 presenze e 6 reti in partite di campionato.
Nella seconda parte della stagione 1992-1993 gioca invece nel Newcastle Utd, con cui vince la seconda divisione; nell'estate del 1993 subisce un grave infortunio in un'amichevole precampionato sul campo dell'Hartlepool Utd, ed anche per questo motivo nella stagione 1993-1994, la sua prima (ed unica, ad eccezione dell'esordio nel West Bromwich) stagione in carriera in prima divisione, gioca solamente 16 partite. A fine stagione viene acquistato per 600000 sterline dallo Swindon Town, club di seconda divisione: qui, alla sua prima stagione in squadra, colleziona 40 presenze; l'anno seguente, disputato in terza divisione, lo vede ancora stabilmente titolare, con all'attivo 46 presenze (ovvero tutte le partite di campionato) ed una rete. Anche nei successivi 4 campionati, tutti trascorsi in seconda divisione (categoria da cui i Robins retrocedono nuovamente al termine del campionato 1999-2000, terminato in ultima posizione), Robinson gioca stabilmente da titolare, con complessive 141 presenze e 2 reti in partite di campionato. Dopo un'ulteriore stagione da titolare in terza divisione, nella stagione 2001-2002 gioca solamente 6 partite, ed a fine anno dopo 8 stagioni lascia lo Swindon Town, con un bilancio totale di 316 presenze e 4 reti in partite ufficiali (269 presenze e 4 reti in campionato, 15 presenze in FA Cup, 22 presenze in Coppa di Lega, 3 presenze nel Football League Trophy e 7 presenze nel Torneo Anglo-Italiano). Dopo un'ultima stagione con i semiprofessionisti del Chippenham Town, nel 2003 si ritira definitivamente.

## Palmarès

### Club

#### Competizioni nazionali
- Campionato inglese di seconda divisione: 1

Newcastle United: 1992-1993
- Campionato inglese di terza divisione: 1

Swindon Town: 1995-1996